# Некрасове (Золотухинський район)
Некрасове (рос. Некрасово) — присілок в Золотухинському районі Курської області Російської Федерації.
Населення становить 9 осіб. Входить до складу муніципального утворення Донська сільрада.

## Історія
Населений пункт розташований на території українського етнічного та культурного краю Східна Слобожанщина.
Від 2004 року входить до складу муніципального утворення Донська сільрада.

## Населення
| 2002 | 2010 |
| ---- | ---- |
| 19   | ↘9   |